# Suzana Maksimović
Suzana Maksimović ( en serbio: Сузана Максимовић; 5 de enero de 1962) es una ajedrecista serbia y yugoslava que ostenta el título de Gran Maestra Femenina. Dos veces ganadora del Campeonato Yugoslavo de Ajedrez Femenino (1983, 1991).En 1983 ganó su primer título nacional del Campeonato Yugoslavo de Ajedrez  junto con su compatriota Marija Petrović.

## Biografía
Suzana Maksimović en la década de 1980 fue una de las principales ajedrecistas yugoslavas. Su primer éxito fue en 1980, cuando ganó el título de vicecampeona europea de ajedrez juvenil en la categoría sub-20. 
En 1983 y 1991, junto con Mirjana MarićSuzana Maksimović ganó el Campeonato Yugoslavo de Ajedrez Femenino dos veces.
En 1990, en Pula, Suzana Maksimović compartió el 1º-4º lugar en el Torneo Zonal del Campeonato Mundial de Ajedrez Femenino.En 1996, en Dresde, ganó el Torneo Internacional de Ajedrez Femenino. En 2002, ganó la medalla de plata en el Campeonato de Ajedrez Femenino de Yugoslavia. En 2006 repitió este éxito en el Campeonato de Ajedrez Femenino de Serbia . 

### Torneos Interzonales del Campeonato Mundial Femenino de Ajedrez
Participó cuatro veces: 
1. En 1982, en el Torneo Interzonal de Bad Kissingen, compartieron el 8.º-10.º puesto. [1]
2. En 1987, en el Torneo Interzonal de Tuzla, compartieron el 11º y 12º puesto. [2]
3. En 1991, en el Torneo Interzonal de Subotica ocupó el puesto 29. [3]
4. En 1995, en el Torneo Interzonal de Chisinau, ocupó el puesto 24. [4]

### Olimpíadas de ajedrez femenino
Jugando para Yugoslavia y Serbia. 
En 1982, en el tercer tablero de la X Olimpiada de Ajedrez (femenina) en Lucerna (+5, =4, -3),
En 1984, en el tercer tablero de la 26ª Olimpiada de Ajedrez (femenina) en Salónica (+5, =2, -4),
En 1986, en el tercer tablero de la 27ª Olimpiada de Ajedrez (femenina) en Dubai (+8, =2, -2) y ganó la medalla de bronce individual,
En 1988, en el tercer tablero de la 28ª Olimpiada de Ajedrez (femenina) en Salónica (+3, =5, -2) y ganó la medalla de bronce por equipos,
En 1990, en el tercer tablero de la 29ª Olimpiada de Ajedrez (femenina) en Novi Sad (+1, =3, -2).
En 1994, en el primer tablero de reserva en la 31ª Olimpiada de Ajedrez (femenina) en Moscú (+0, =1, -3),
En 2006, en el tercer tablero de la 37ª Olimpiada de Ajedrez (femenina) en Turín (+2, =3, -2).

## Premios y reconocimientos
- En 1982 recibió el título FIDE de Maestra Internacional Femenina (WIM)
- En 1999  Gran Maestra Femenina (WGM)